# Платек, Станислав
Станислав Богумил Платек (пол. Stanisław Bogumił Płatek; 5 февраля 1951, Катовице) — польский шахтёр, активист профсоюза Солидарность. Участник обороны шахты «Вуек» 16 декабря 1981. Интернирован во время военного положения, арестован и осуждён военным судом. В Третьей Речи Посполитой — профсоюзный и общественный деятель.

## Шахтёр-активист
Родился в рабочей семье. Работал в Катовице на заводе экспериментальных приборов, с 1973 — на шахте «Вуек». Окончил Горный техникум. С 1978 состоял в правящей компартии ПОРП.
1 сентября 1980 Станислав Платек примкнул к забастовочному движению. Стал одним из основателей профсоюзной организации Солидарности на шахте «Вуек», председателем ревизионной комиссии. В марте 1981, после Быдгощских событий, в знак протеста вышел из ПОРП. Поддерживал радикально-антикоммунистический курс лидера Катовицкой воеводской «Солидарности» Анджея Розплоховского.

## Вожак забастовки
13 декабря 1981 в ПНР было введено военное положение. Шахта «Вуек» по распоряжению WRON подлежала милитаризации, переходила под управление военного комиссара, рабочие объявлялись призванными на военную службу. В тот же день Станислав Платек возглавил забастовочный комитет на шахте «Вуек». Бастующие требовали отменить военное положение, прекратить преследование «Солидарности», освободить интернированных и арестованных активистов, в том числе председателя профкома шахты Яна Людвичака.
Переговоры забастовочного комитета с представителем воеводского армейского штаба полковником Петром Гембкой и военным комиссаром шахты полковником Вацлавом Рымкевичем не дали результатов. Рабочие соглашались пустить на шахту армейскую часть, но не милицию и тем более не ЗОМО («Здесь не преступники!»). Забастовщики начали готовиться к обороне. Более пятисот человек вооружились дубинками, лопатами, молотками, гидравлическими шлангами, другими шахтёрскими орудиями труда. Станислав Платек принимал в этих приготовлениях активное участие.
Вечером 15 декабря оперативный штаб Воеводского комитета обороны под руководством коменданта милиции полковника Ежи Грубы принял решение применить военную силу. К шахте были стянуты восемь рот и специальный взвод ЗОМО, три армейские мотострелковые и одна танковая рота при поддержке ОРМО и вспомогательных милицейских формирований. 16 декабря 1981 на шахте «Вуек» произошло силовое столкновение.
Усиленные танками подразделения ЗОМО атаковали шахту. Шахтёры упорно сопротивлялись и даже предприняли контратаку, захватив в плен двух офицеров и рядового ЗОМО. Девять шахтёров погибли. Десятки раненых были с обеих сторон. Станислав Платек участвовал в физическом противоборстве, получил огнестрельное ранение в руку.
В итоге шахта «Вуек» была оккупирована милицией и войсками. Госбезопасность начала аресты вожаков забастовки. В аресте Платека принимал участие полковник ЗОМО Казимеж Вильчиньский, командовавший штурмом шахты. Держался он издевательски, угрожал оружием, но Платека успел забрать армейский военврач.
9 февраля 1982 суд Силезского военного округа вынес приговоры восьми шахтёрам. Станислав Платек, признанный главным зачинщиком, получил наибольший срок — 4 года тюремного заключения. Отбывал заключение в тюрьмах Забже и Вроцлава. Освобождён условно по состоянию здоровья в феврале 1983. В июле того же года был амнистирован при отмене военного положения.

## Подполье и возвращение
Обратно на шахту его не принимали. До 1986 Станислав Платек работал в ремонтной бригаде спортивного клуба Gwarek в городе Тарновске-Гуры. Сотрудничал с подпольными структурами «Солидарности», которые координировал будущий премьер-министр Польши Ежи Бузек. Распространял нелегальные издания, особенно шахтёрской тематики.
В 1988 Станислав Платек активно присоединился к новой забастовочной волне. В феврале-марте 1989 участвовал в воссоздании «Солидарности» Силезского региона. Был председателем профсоюзной организации и её ревизионной комиссии. 13 декабря 1992 оправдан Верховным судом Польши. Это позволило Платеку в 1993 Платек вернулся работать на шахту «Вуек». Вышел на пенсию в 2006.

## Деятельность памяти
Ежегодно Станислав Платек участвует в памятных мероприятиях 16 декабря. Возглавлял общественный комитет по строительству памятника шахтёрам, погибшим на шахте «Вуек» — монумент возведён в 1991. Был соучредителем и председателем Союза политзаключённых периода военного положения. Проводит регулярные экскурсии по музею забастовки шахты «Вуек» и встречи с рабочей и учащейся молодёжью. Был организатором еждународного мемориального шахматного турнира памяти «Девятерых с „Вуека“».
Выступал свидетелем обвинения на судебных процессах над офицерами и бойцами ЗОМО, усмирявшими «Вуек». Признавая факт силового сопротивления шахтёров, подчёркивает его оборонительный характер и справедливость целей. Несколько обвиняемых (командиры низшего звена и рядовые) были признаны виновными приговорены к разным срокам заключения. После вынесения вердикта Станислав Платек заявил, что на скамье подсудимых должны были присутствовать, хотя бы по офицерской чести, не только непосредственные участники расстрела шахтёров, но и их начальники полковник Вильчиньский, генерал Груба, и руководители режима военного положения генералы Ярузельский, Кищак, Цястонь, Бейм.
Всю свою общественную деятельность Станислав Платек посвящает традициям ранней «Солидарности» и памяти погибших товарищей. От современных политических конфликтах Платек принципиально дистанцируется, в избирательных кампаниях не участвует, в партиях не состоит. Считает, что цель — освобождение Польши — была достигнута, и она стоила борьбы, однако ничто не стоит цены человеческой жизни.
Станислав Платек награждён Офицерским крестом ордена Возрождения Польши. Является почётным гражданином Катовице. Женат, имеет сына.